# Andrzej Józef Sapieha
Pour les articles homonymes, voir Andrzej Sapieha et Sapieha.
Andrzej Józef Sapieha, né le 2 octobre 1894 à Krasiczyn disparu le 30 mai 1945, est un prince polonais de la famille Sapieha, émissaire de l'Armia Krajowa.

## Biographie
Il est le fils de Władysław Leon Sapieha et de Elżbieta Konstancja Potulicka.
En 1903, il étudie au collège des Jésuites de Feldkirch, en Autriche, puis à l'université de commerce d'Anvers où il reçoit son diplôme en 1912.
En 1914, il sert dans l'armée austro-hongroise. Il est deux fois blessé. Démobilisé en novembre 1918 comme invalide de guerre, il se porte néanmoins volontaire en 1920 et reçoit la Verturi Militari.
De 1920 à 1939, il travaille comme employé au ministère du Trésor polonais et administre sa propriété de Żurawica, où il possède un des meilleurs élevages du pays.
Au début des années 1940, il contacte Tadeusz Komorowski et une organisation clandestine appelée Uprawa (Culture) puis Tarcza (Bouclier) dont le but est de fournir au ZWZ et à l'AK une assistance, des lieux de replis, des fournitures pour les unités de guérilla et une assistance aux familles des soldats clandestins arrêtés. Elle porte également secours aux Juifs.
À l'été 1943 Komorowski lui demande d'établir des pourparlers avec les autorités hongroises et de négocier des livraisons d'armes à l'AK. L'année suivantes, les autorités hongroises acceptent de transférer en Hongrie les soldats polonais internés en Roumanie. Après la création en octobre 1944 du gouvernement fasciste hongrois de Ferenc Szálasi, Sapieha est contraint de cesser ses activités. Il se cache à Budapest en attendant l'arrivée de l'Armée rouge. Le 13 février 1945, il reçoit l'ordre de rejoindre le commandement des forces armées polonaises à Londres. En mars, il part pour Bucarest, d'où il doit gagner Belgrade. C'est là que sa piste disparait, le 30 mai 1945.

## Sources
- (pl) Cet article est partiellement ou en totalité issu de l’article de Wikipédia en polonais intitulé « Andrzej Józef Sapieha » (voir la liste des auteurs).